# Długa Wieś (Turek)
Pour les articles homonymes, voir Długa Wieś.
Długa Wieś est une localité polonaise de la gmina mixte de Dobra, située dans le powiat de Turek en voïvodie de Grande-Pologne. Elle se trouve à environ 15 kilomètres au sud-est de la ville de Turek et 128 km au sud-est de Poznań, la capitale régionale. 

## Géographie

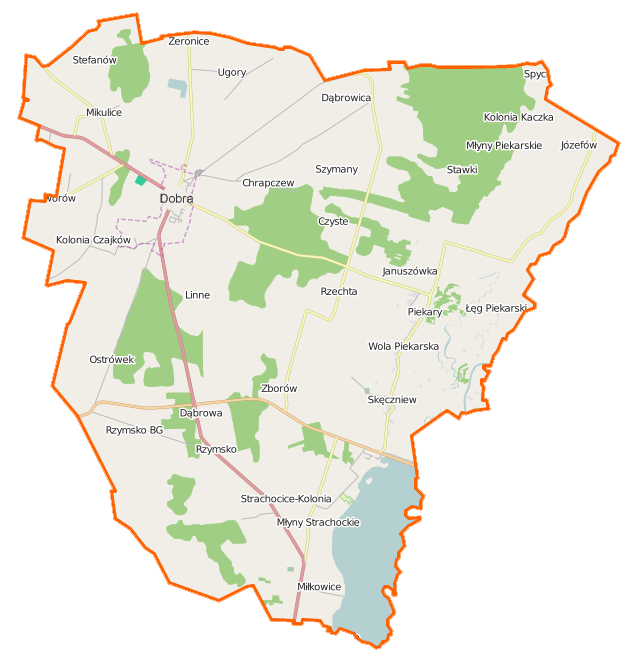
Carte de la gmina de Dobra.